# Kansas (gruppo musicale)
I Kansas sono un gruppo rock statunitense nato a Topeka nel 1973, fondato da Steve Walsh, Dave Hope, Phil Ehart e Kerry Livgren, considerato tra i maggiori esponenti del cosiddetto progressive statunitense, nonché una delle band più significative del panorama rock progressivo a livello mondiale.
Nel corso della loro lunga carriera, diversi componenti della band hanno ricevuto importanti riconoscimenti individuali: Rich Williams nel 2021 è stato inserito alla diciottesima posizione nella "Classifica dei migliori chitarristi prog di sempre", Phil Ehart nel 2008 è stato invece inserito dalla rivista Digital Dream Door all'ottantaquattresimo posto tra i "Batteristi rock più dotati di sempre".
Al loro attivo vantano, nei soli Stati Uniti, otto dischi d'oro, tre di platino e due multi-platino, nazione nella quale hanno venduto, fino al 2013, oltre 15 milioni di dischi, mentre si stima che in tutto il mondo nel 1990 abbiano superato le trenta milioni di copie vendute.
Il loro quarto album, Leftoverture, viene considerato tra i migliori dischi di rock progressivo, mentre il successivo Monolith, ritenuto uno dei migliori nell'ambito arena rock, è però spesso inserito anche nelle classifiche di album heavy metal di quell'epoca.
I membri originali della formazione (soprattutto il terzetto dei compositori Walsh-Livgren-Ehart) sono stati fonte di ispirazione per molte altre band dei decenni successivi, in particolar modo Dream Theater, Opeth, Symphony X e Tool,  oltre ai supergruppi progressive metal Sons of Apollo e Liquid Tension Experiment; ma anche, seppur in maniera meno netta, band come Pain of Salvation, Threshold e Arena.
La formazione originale rimase inalterata fino al 1982, quando, dopo un periodo di scarso successo, il cantante e tastierista Steve Walsh decise di abbandonare il gruppo e venne sostituito da John Elefante all'inizio delle registrazioni dell'album Vinyl Confessions. Tre anni più tardi,   il chitarrista Kerry Livgren viene rimpiazzato da Steve Morse, ma non verrà sostituito il violinista Robby Steinhardt, diventando così un quintetto.
Nel corso degli anni il gruppo ha sempre conservato una notevole complessità compositiva e una forte poeticità dei testi; sono due le formazioni rilevanti che, tra le tante che si sono avvicendate nel corso del tempo, sono considerate storiche per aver adottato due stili musicali nettamente differenti: la prima, quella del periodo progressive degli anni settanta era composta da Steve Walsh, Kerry Livgren, Dave Hope, Phil Ehart, oltre che dal chitarrista Rich Williams e dal violinista Robby Steinhardt; e l'altra, cosiddetta "classica", che ebbe una forte ricezione da parte delle tv nazionali, caratterizzata da sonorità prossime al pop rock, all'arena rock e all'heavy metal, in attività durante gli anni ottanta e una parte dei novanta, e comprendeva Steve Walsh, Billy Greer, Rich Williams, Phil Ehart e il chitarrista Steve Morse, il quale chiaramente ricopriva il ruolo di leader.

## Storia del gruppo

### Prima della formazione (1969-1973)
I Kansas vennero fondati nel 1973, da musicisti che in precedenza aveva militato in gruppi come The Reasons Why e White Clover, quest'ultima era una band fondata dal tastierista e produttore discografico Jeff Glixman, della quale facevano parte originariamente, oltre a Phil Ehart, (batteria) Dave Hope (basso), Steve Walsh (voce) e Larry Baker (flauto, sassofono e tastiera). Nel 1970 entrarono nella band il cantante Lynn Meredith (al posto di Glixman) e il chitarrista Kerry Livgren, mentre Ehart fu temporaneamente sostituito da Zeke Lowe.
La formazione, denominata in maniera impropria Kansas I secondo l'usanza dell'epoca, è particolarmente instabile e muta ancora nel 1972, quando il batterista Ehart è di nuovo sostituito, stavolta da Brad Shultz Sr (padre di Brad e Matthew Shultz dei Cage the Elephant), mentre Rod Mikinski fa il suo ingresso sostituendo per due mesi Hope; questa nuova formazione suona principalmente brani di tipo rock progressivo melodico. Questa nuova band ebbe un percorso breve a causa dello scarso successo, tuttavia venne ricostituita per iniziativa di Kerry Livgren nel 2004, con il nome Proto-Kaw. Già i primi concerti riscossero un grande successo di pubblico, fu così che la band, in cerca di un importante contratto discografico, si trasferì dapprima nella vicina Wichita, e successivamente ad Atlanta, città riferimento per vari generi musicali, dove risiedevano vari produttori discografici.

### Il periodo classico: Kansas I e Wally Gold

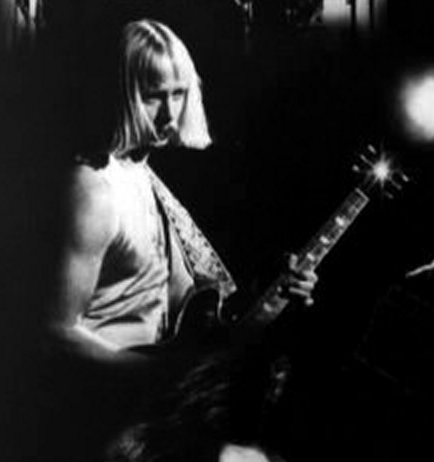
Il chitarrista Kerry Livgren, principale compositore dei successi della band nella seconda metà degli anni settanta

Nel frattempo i fuoriusciti Ehart e Hope riformano un gruppo, con Robby Steinhardt (violino, basso), Steve Walsh (tastiere, voce), Rich Williams e Kerry Livgren (chitarra). Questa formazione, firma nel 1974 un contratto con le etichette Kirshner Records e Epic Records, e registra subito il primo album, denominato Kansas, prodotto dal loro manager dell'epoca, Wally Gold, che divenne ben presto disco d'oro negli Stati Uniti. I brani contenuti sono fortemente ispirati alle band di rock progressivo britanniche, con l'aggiunta di diverse influenze vicine al southern rock, genere molto popolare in quegli anni.
Nel corso degli anni settanta, dopo l'insuccesso dell'album Masque la band evolve in uno dei più imponenti fenomeni rock del periodo, riempiendo sale da concerti e stadi e raggiungendo le vette delle classifiche AOR con album come Leftoverture e Point of Know Return, e con canzoni come "Dust in the wind". Tuttavia alcuni dei loro brani, tra cui What's on My Mind, presentavano ancora caratteristiche del progressive classico. I Kansas furono così la prima grande band di rock progressivo statunitense a raggiungere i primi posti nella classifica americana, e, come dichiarò Kirshner, in maniera inaspettata

### Il primo album: Kansas
Nel marzo del 1974 uscì il loro album eponimo, pubblicato dall'etichetta discografica Kirshner Records. Il materiale dell'album venne scritto prevalentemente dal chitarrista Kerry Livgren, e dal cantante e tastierista Steve Walsh; quest'ultimo si occupò in prevalenza dei testi. Livgren per il disco scrisse soltanto testi mistici ed onirici, frutto della sua passione per le religioni orientali, fra cui il buddhismo. "Journey from Mariabronn" fu invece ispirata dal romanzo mitologico Narciso e Boccadoro di Hermann Hesse, tra gli scrittori preferiti sia da Walsh che da Livgren.
L'album fu promosso da pubblicità stampate, che includevano lo slogan "Kansas is Koming"; inoltre, un singolo promozionale intitolato "Man the Stormcellars: Kansas is Koming!" è stato inviato alle stazioni radio, introdotto dalla voce di Don Kirshner, che pubblicizzava l'album. Sono stati pubblicati due singoli: "Can I Tell You" e "Lonely Wind"; il primo era un brano molto veloce, ma con un testo riflessivo, il secondo invece era una struggente ballata.
La band sviluppò lentamente un importante seguito, grazie alla promozione di Kirshner e ai lunghi tour per l'album di debutto, così come i successivi, Song for America e Masque, entrambi pubblicati nel 1975. Song for America è stata co-prodotta da Wally Gold, insieme dal loro ex compagno nei White Clover Jeff Glixman, che avrebbe continuato a produrre tutti i loro album da Masque a Two for the Show 1978, tornando poi a collaborare nel 1995 per Freaks of Nature, e nel 2017 con l'uscita del live Leftoverture: Live and Beyond.

### Song for America
Nel febbraio del 1975 venne pubblicato il secondo album, Song for America, che in linea di massima segue gli stilemi del primo, ma con un maggiore uso della tastiera. La title track, della durata di 10 minuti è stata ridotta a tre minuti per il rilascio come singolo. Il 45 giri originale è ricomparso 29 anni dopo come bonus track nella versione rimasterizzata, che ha fornito un suono migliorato, con l'aggiunta di note di copertina espanse, nuove foto rare. e una versione live di "Down the Road". Il brano Lamplight Symphony, contenuto in Song for America, pur non raggiungendo un'immediata popolarità, venne conosciuto dal pubblico grazie al successo dei loro concerti, e venne negli anni successivi definito come uno dei primi brani arena rock, etichetta poi assegnata a tutto l'album, il quale sancisce in parte una rottura con il progressive originario.

### Masque
A Song for America segue Masque, caratterizzato da delle sonorità più cupe del precedente, e testi maggiormente criptici e talvolta riguardanti questioni sociali, come Icarus e Child of Innocence.
Questo nuovo album stavolta riscosse uno scarso successo, e spinse il gruppo a cancellare il tour seguente, in programma da febbraio 1976; in quel periodo eseguirono però due fortunati concerti in Canada. Quasi tutte le canzoni di questo album furono composte da Walsh e Livgren, che in questo periodo raggiunsero una posizione di leadership nei confronti degli altri membri della band.

### Leftoverture
Il loro quarto album, Leftoverture, prevalentemente di genere rock progressivo, pubblicato nell'ottobre del 1976, produsse un singolo di grande successo, "Carry On Wayward Son". L'album successivo, Point of Know Return, registrato presso Studio in the Country e Woodland Sound a Nashville e uscito nell'ottobre 1977, conteneva la title track e "Dust in the Wind", e anch'esso fu un singolo di enorme popolarità. Leftoverture è stata una svolta per la band, raggiungendo il numero 5 nella classifica degli album di Billboard.
In quel periodo, la formazione attraversava un momento di crisi; ciò fu dovuto al fatto che   Steve Walsh, in quel periodo,  fu colpito dal cosiddetto blocco dello scrittore, e fu costretto a lasciare a Kerry Livgren il compito di comporre nuovi pezzi; in questo album troviamo
sia brani tipicamente arena rock, come Carry On Wayward Son, What's on My Mind sia altri di tipo rock progressivo, come Miracles Out of Nowhere.
Le composizioni risultano particolarmente complesse, molto vicine al rock progressivo tipico dei primi anni settanta, che sta alla base di tutta la produzione del gruppo americano. Si susseguono quindi brani lenti, alternati da ballate molto più ritmate.

### Point of Know Return
Point of Know Return ha raggiunto un posto ancora più alto, il numero 4. "Dust in the Wind" è stato certificato oro come download digitale dalla RIAA nel 2005, quasi 30 anni dopo aver venduto un milione di copie come singolo. Leftoverture è stata infine certificata cinque volte disco di platino dalla RIAA nel 2001.
Durante questo periodo, i Kansas intrapresero importanti tour, e si esibirono anche al celebre Madison Square Garden di New York.
Da questo concerto deriverà Two for the Show, primo live della band, doppio album dal vivo che diverrà disco di platino l'anno successivo, e la band guadagnò una solida reputazione nelle esecuzioni dal vivo, per la fedele riproduzione delle registrazioni in studio. Nel marzo 1978 i Kansas andarono in tournée in Europa per la prima volta, toccando Germania e Francia. I brani incisi in questo biennio sono ancora oggi fra i più celebri della band, e verranno interpretati in seguito da molti altri musicisti.
Le sessioni di registrazione per questo iniziarono nel giugno del 1977 allo Studio in the Country, la struttura di Bogalusa, in Louisiana, dove furono registrati i precedenti due album del Kansas: a causa della rottura dell'attrezzatura della band allo Studio in the Country, i Kansas cambiarono i siti di registrazione, la maggior parte della registrazione di Point of Know Return è stata fatta ai Woodland Studios di Nashville nel mese di luglio.
Steve Walsh lasciò brevemente il gruppo durante le registrazioni dell'album; anni dopo, in un'intervista radiofonica, avrebbe ammesso che considerava se stesso come una specie di primadonna, ed era intento ad iniziare una carriera come solista. La linea di chitarra per la canzone è stata scritta da Kerry Livgren come esercizio con le dita per imparare il fingerpicking. Livgren non era sicuro che ai suoi compagni di band sarebbe piaciuto, dal momento che il brano era lontano dal loro classico sound. Tuttavia lo offrì loro, e la canzone fu accettata e poi registrata.

### Monolith
Dopo aver firmato un nuovo contratto con la Epic, il 9 maggio 1979 viene pubblicato l'album Monolith, registrato al Capitol Records Building contenente diversi brani hard rock, che conferma il successo mondiale della band, grazie ai brani Reason to Be e A Glimpse of Home, ma segna l'inizio di lunghi contrasti interni.
L'album presenta inoltre qualche traccia, in maniera molto tenue, della disco music, genere molto in voga in quegli anni, e leggere il influenze derivanti dal movimento punk rock, che sorge proprio in quegli anni. I membri della band del Kansas iniziarono ad avere le prime tensioni nel 1980.
Durante il tour seguente la pubblicazione dell'album Monolith, Livgren ebbe dei dissidi nei confronti degli altri componenti. Monolith fu il terzo album in studio pubblicato dal Kansas a posizionarsi nella Top Ten della classifica degli album di Billboard, e fu un grande successo, in continuità con gli album precedenti. Durante il loro tour negli Stati Uniti in 80 città, la scaletta della band includeva tutto l'album, seppur non suonato in maniera consecutiva. Una trasmissione nazionale del loro spettacolo a Milwaukee, nel Wisconsin, diede un forte slancio all'album. I brani del disco non vennero suonati per un lungo periodo, ma vennero poi ripresi a partire dal 1993.
In quest'epoca i concerti dei Kansas sono caratterizzati dall'introduzione di alcune tecniche all'avanguardia per l'epoca, come l'uso delle luci laser, del fumo colorato, e del palco circolare, che consente alla band di aumentare notevolmente il numero degli spettatori per concerto.

### Audiovisions
In questo clima, nel settembre del 1980 venne pubblicato Audio-Visions, e successivamente il singolo Hold On. Il nuovo album si rivelò un insuccesso, che aggravò la crisi all'interno della band, che sospese il nuovo tour dopo soltanto 15 date, a causa dei conflitti interni.
La conversione di Kerry Livgren al cristianesimo, avvenuta proprio in quel periodo, si sente per la prima volta in questo album, principalmente nel testo di "Hold On", che è stato scritto per la moglie, invitandola a convertirsi. Il secondo singolo estratto dall'album, "Got to Rock On", venne anche pubblicato come singolo promozionale di soli 12", con una versione live della canzone sul lato B del singolo promozionale, tratto da un concerto live di ABC Radio trasmesso da Chicago.

### Kansas II
I primi segni di cambiamento si hanno nel 1982, con la conversione religiosa di Livgren (che peraltro nel 1980 aveva esordito come solista con l'album Seeds of Change), che impone una svolta al gruppo, e i testi fanno sempre più spesso riferimento alla cristianità.
Nello stesso anno il violinista storico Robby Steinhardt abbandona la formazione, così come Walsh; alla voce troviamo pertanto John Elefante, scelto dopo un provino al quale avevano preso parte anche Sammy Hagar e Ted Neeley, al posto di Walsh (che aveva già lasciato dopo Audio-Visions e inciso l'album solista Schemer-Dreamer) e le composizioni si fanno sempre più vicine all'AOR e all'arena rock. Dopo la pubblicazione dell'album seguì un tour, che si concluse in estate.

### Vynil Confessions
Il brano Fair Exchange descriveva "il mondo sotto il dominio dell'Anti-Cristo, mentre "Chasing Shadows" sottolineava la frustrazione nel cercare qualcosa al di fuori della verità biblica. "Diamonds and Pearls"  si sofferma sul valore della ricchezza spirituale rispetto a quella finanziaria, mentre "Face It ", "Windows" e "Borderline" avevano tutti un forte richiamo evangelistico per l'ascoltatore.

### Drastic Measures
Nel luglio 1983 venne pubblicato Drastic Measures. Per vari motivi, Livgren contribuì solo con tre canzoni all'album; il resto è stato scritto da John Elefante e suo fratello Dino. Con il violinista Steinhardt che ha lasciato il gruppo prima delle sessioni di registrazione, il risultato è stato un album di genere arena rock. Questo fu l'ultimo album con John Elefante, che negli anni successivi lascerà la band; fu dagli inizi della loro carriera l'album più melodico, e non mancavano testi riferiti alle tematiche più ricorrenti del gruppo.
Con l'eccezione delle ultime tre canzoni dell'album, qualsiasi contenuto dei testi cristiani era di fatto implicito, sebbene ciò fosse principalmente dovuto al fatto che Livgren tratteneva un certo numero di canzoni per i suoi progetti futuri. Combinato con una strana scelta per la copertina di un album, il nuovo Kansas presentato su Drastic Measures ha confuso i fan di vecchia data, e ha inoltre deluso gli ascoltatori cristiani.

### Kansas IV

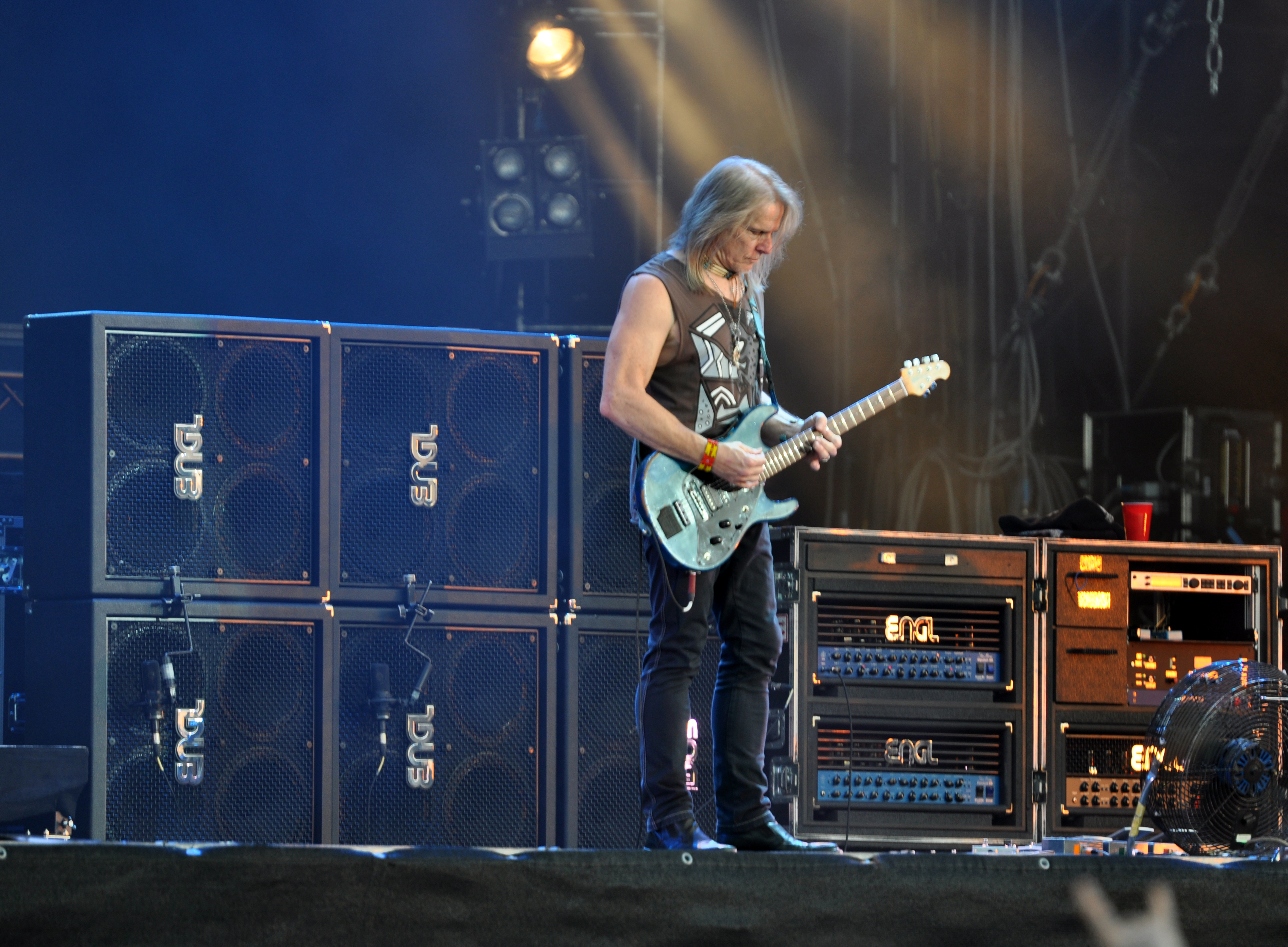
Il nuovo chitarrista Steve Morse

Nel 1986 i Kansas tornano con una formazione rinnovata con l'ingresso di Steve Morse (Dixie Dregs, poi Deep Purple e Flying Colors); oltre al chitarrista, entrò in formazione anche il bassista Billy Greer, che sostituisce Dave Hope, anch'egli convertitosi, che fonderà gli AD proprio con il suo compagno Livgren, e con il ritorno del front-man Steve Walsh; sia Greer che Walsh militavano negli Streets.
Il risultato è Power del 1986, frutto dell'alchimia tra Morse, Walsh e Williams, necessaria alla svolta del gruppo. La formula viene ripetuta con il concept successivo In the Spirit of Things uscito due anni dopo, e anch'esso vede Morse compositore principale insieme a Walsh, oltre ad un sostanziale mantenimento dello stile progressive, genere del quale lo stesso chitarrista era appassionato. Proprio in questo periodo si nota una progressiva emarginazione dal gruppo di Williams come compositore, in favore della coppia Walsh-Morse, che diverrà dominante. In questo periodo, il gruppo acquistò una notevole popolarità, anche a livello d'immagine, grazie alla diffusione di loro interviste su reti musicali quali MTV e VH-1, il che rese così i loro volti riconoscibili al grande pubblico.

### Power
Successivamente la band modifica il proprio sound con un parziale ritorno a sonorità e modalità di scrittura degli album prodotti dai Kansas negli anni settanta, ma con contaminazioni hard rock e pop metal molto più vicine a quell'epoca, che influenzeranno i futuri album Freaks of Nature, del 1995, e Always Never the Same, del 1998.
Nel luglio 1985 la band tornò insieme a Ehart, Williams e Walsh (il quale che aveva brevemente suonato le tastiere per i Cheap Trick nel tour del 1985 dopo lo scioglimento degli Streets), ma senza Livgren, Hope o Steinhardt. La nuova formazione includeva il bassista degli Streets Billy Greer e il chitarrista Steve Morse (ex Dixie Dregs). Le prime esibizioni della nuova formazione con Morse e Greer si sono svolte durante un terzo tour della USO 1st Airborne Rock and Roll Division che ha visitato le basi militari statunitensi negli Stati Uniti, Giappone, Filippine, Singapore, Islanda e gran parte dell'Europa durante dall'estate fino all'inizio di ottobre 1986.
La band pubblicò l'album Power, nel novembre 1986.
Questo nuovo lavoro conteneva brani hard rock e ballate romantiche; molto diverso dai precedenti, lasciò stupiti i fan di lunga data del gruppo; inoltre,  nel brano di apertura, Silhouettes in Disguise, che vede Morse tra gli autori, il gruppo mostra per la prima volta un approccio all'hair metal, tra i generi più in voga in quegli anni.
L'album vede il ritorno di Steve Walsh è tornato per far rivivere il Kansas insieme ai membri della band originale Phil Ehart e Rich Williams. Il chitarrista Steve Morse, che si è unito su invito di Ehart dopo che i due si erano incontrati ad un concerto ad Atlanta, ha contribuito notevolmente alla composizione delle canzoni e al suono della nuova formazione. Il bassista e cantante Billy Greer, che aveva lavorato con Walsh nella band di breve durata Streets dopo che il cantante lasciò i Kansas nel 1981, completò la formazione sostituendo Dave Hope. I Kansas iniziarono le prove nel luglio 1985, mentre Walsh stava finendo un tour come sessionman dei Cheap Trick. Pubblicarono Power l'anno successivo.
Un video promozionale per il singolo All I Wanted, con un videoclip con alcune donne che camminano e sorridono, è stato girato con solo Walsh e Morse della band che apparivano. Come tecnico del suono la band si avvalse di Humberto Gatica, mentre la produzione fu affidata a Andrew Powell e Phil Ehart; la canzone è stata una delle maggiori hit radiofoniche del periodo, ma la band non ha suonato la canzone in concerto per molti anni.
Il primo singolo estratto, Power nonostante la produzione di livello internazionale, non riuscì a ricevere una trasmissione significativa dai media. Un video con il comico Richard Belzer è stato prodotto per il singolo Can't Cry Anymore ma non è mai stato diffuso. Entrambe le canzoni sono state modificate da Gatica per il rilascio come singoli.

### In the Spirit of Things
Questo nuovo album vede la partecipazione di compositori all'epoca molto noti come Bruce Gaitsch, Dann Huff e Mark Spiro. Il successivo tour riscosse un enorme successo, ma il gruppo non ricevette dai mass media una trasmissione diffusa oltre il video di "Stand Beside Me" su MTV. Morse lasciò temporaneamente la band alla fine di un tour in Germania nell'aprile 1989.
Rich Williams è stato ispirato a creare questo album dopo aver letto il libro Ghost Towns of Kansas, del 1979, in particolare il capitolo su Neosho Falls.
L'album non ricevette particolari promozioni, dato che la MCA Records decise di spostare la sua attenzione su atti più giovani attuali come Tiffany. L'etichetta ha prodotto diversi materiali promozionali per il disco, incluso un video per Stand Beside Me. L'album è stato inoltre l'ultima pubblicazione della band ad apparire in formato vinile fino all'uscita di The Prelude Implicit nel 2016.
Nel novembre 1990 un produttore discografico tedesco riuscì a riunire tutti i membri originali del gruppo (eccetto Steinhardt) per un tour europeo. Alla fine del tour però, Hope se ne andò di nuovo, mentre Livgren rimase nella band fino al 1990. In seguito il gruppo continuerà con altri cambi di formazione e con uscite di vari live e raccolte.

### La fine dell'era Morse
La realizzazione dell'album dal vivo Kansas: Live at the Whiskey fu minata da tensioni interne al gruppo: nascono divergenze artistiche tra Morse, divenuto in quegli anni il componente di maggior spicco della band, che era favorevole a continuare il discorso musicale intrapreso con Power, e Steve Walsh, più attratto dall'idea di tornare alle sonorità progressive tipiche dei primi anni, che gli consentirebbe di nuovo un uso abituale delle tastiere; ciò spingerà Morse ad abbandonare la band nel 1992.

### Kansas V

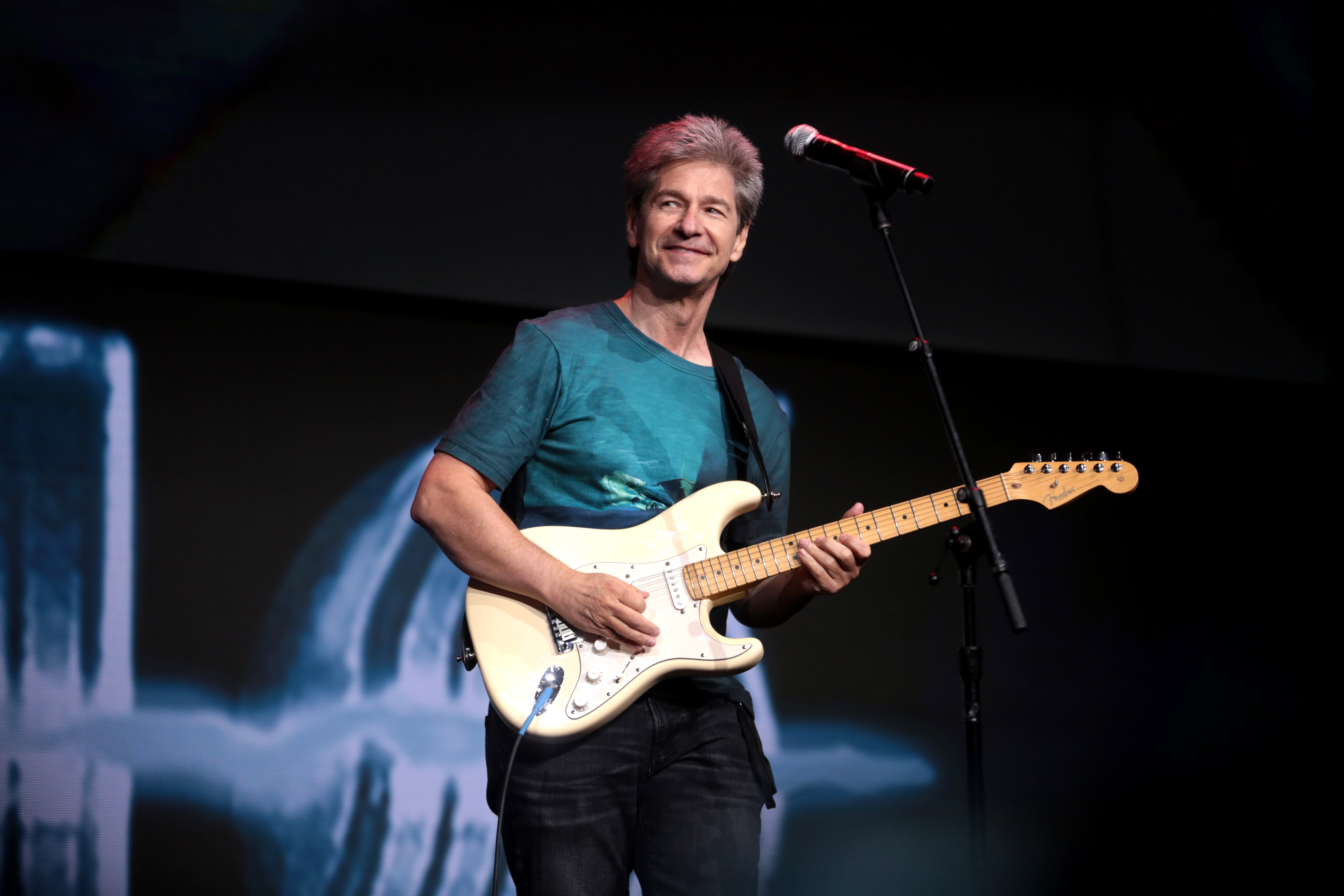
David Ragsdale, chitarrista e violinista, entrato nella band nel 1991

Nel 1990 vi fu l'ingresso nel gruppo del tastierista Greg Robert, proveniente dagli Smithfield Fair, band folk-rock. L'anno seguente il violinista David Ragsdale (che aveva presentato un nastro di una sua esecuzione a Ehart diversi anni prima), fu invitato a unirsi al gruppo, e il ritorno del violino permise ai Kansas di eseguire materiale precedente con degli arrangiamenti più vicini agli originali. Livgren se ne andò durante il tour estivo del 1991, per essere nuovamente sostituito da Steve Morse.
Dopo il tour, Morse lasciò temporaneamente la band, e Ragsdale rilevò le parti extra di chitarra, lasciando Williams come chitarrista principale; successivamente Morse rientrò nella band come chitarrista dal vivo, ma lascerà di nuovo il gruppo nel 1994, per sostituire Joe Satriani nei Deep Purple; dopo l'abbandono di Morse, nel 1992 il gruppo pubblicò il secondo album dal vivo, Live at the Whiskey, registrato nella storico locale californiano Whisky a Go Go, stavolta mantenendo immutata la formazione.

### Freaks of Nature
Questo periodo vide la pubblicazione di un album in studio, Freaks of Nature, nel maggio del 1995, album vicino alle sonorità hard rock tipiche del decennio precedente. Questo nuovo lavoro ottenne il riscontro positivo della critica, e venne descritto prevalentemente come innovativo, sebbene siano ancora presenti i soliti intrecci virtuosistici fra chitarra, tastiera e violino tipici del gruppo.
Dall'album Sono stati pubblicati due singoli, ed è anche il primo album della band a includere il violinista/chitarrista David Ragsdale. Le sessioni di registrazione vennero effettuate a Port of Spain. L'album venne prodotto da Jeff Glixman, ex membro della band ma comunque grande collaboratore, che ha prodotto i loro album Song for America, Masque, Leftoverture e Point of Know Return. È stato anche il primo album in studio del gruppo dopo Vinyl Confessions nel 1982 ad avere il violino.

### Il ritorno alle origini
All'inizio del 1997, Robert e Ragsdale lasciarono la band, mentre Steinhardt tornò. Nel maggio 1998 venne pubblicato Always Never the Same, insieme alla London Symphony Orchestra. L'album era un mix di vecchio materiale del Kansas (con nuovi arrangiamenti di Baird), diverse nuove canzoni, oltre ad una cover di Eleanor Rigby. All'uscita del disco seguì un lungo tour, che ebbe molte tappe anche in Europa. Questo periodo vide il ritorno in formazione degli storici membri Kerry Livgren e Dave Hope, che ripresero anche il loro ruolo di compositori.

### Somewhere to Elsewhere
Somewhere to Elsewhere, un nuovo album in studio pubblicato nel luglio 2000, includeva tutti i membri originali del Kansas, più Greer; tutte le canzoni presenti vennero scritte da Kerry Livgren.Questo album contiene alcune cover del lavoro precedente della band, ri-registrate con la London Symphony Orchestra. il nuovo album include brani quali "In Your Eyes", "The Sky Is Falling", "Need to Know" e lo strumentale "Preamble".
Durante la fine degli anni '90 e l'inizio degli anni 2000, Livgren partecipava occasionalmente a spettacoli del Kansas e veniva sul palco per suonare una o più canzoni con la band, prima di abbandonare ufficialmente il gruppo nel 2000. Suonò però nuovamente con la band, il 9 marzo 2002, a Lake Tahoe, sostituendo Rich Williams, e un altro album dal vivo, intitolato Device, Voice, Drum, che è stato registrato nell'attuale sede della band, Atlanta, pubblicata nell'ottobre del 2002. Proprio in questo periodo la band decide di dedicarsi alla scrittura di colonne sonore di alcuni film, i quali però non otterranno un riscontro di pubblico.

### Nuove modifiche della formazione
Appena concluso il tour promozionale, Livgren e Hope abbandonano nuovamente la band, nonostante i tentativi degli altri membri di convincerli a rimanere; si opta così per l'aiuto del sessionman Russ Irwin, nella duplice veste di chitarrista e tastierista, ma anche questa esperienza sarà breve, a causa del fatto che il nuovo entrato era intento ad intraprendere la carriera solista. Per tentare di uscire da questo nuovo periodo di crisi e instabilità, la band farà pubblicare il cofanetto The Ultimate Kansas, contenente esclusivamente materiale inciso fino al 1983. Nello stesso anno venne anche pubblicato il live Device, Voice, Drums, tratto da materiale di archivio di vari concerti. A partire dal 2004 il gruppo avvierà per la prima volta nella sua storia un consistente tour europeo, continente da sempre scarsamente frequentato dalla band.

### I lunghi tour e la ripresa (2006-2014)

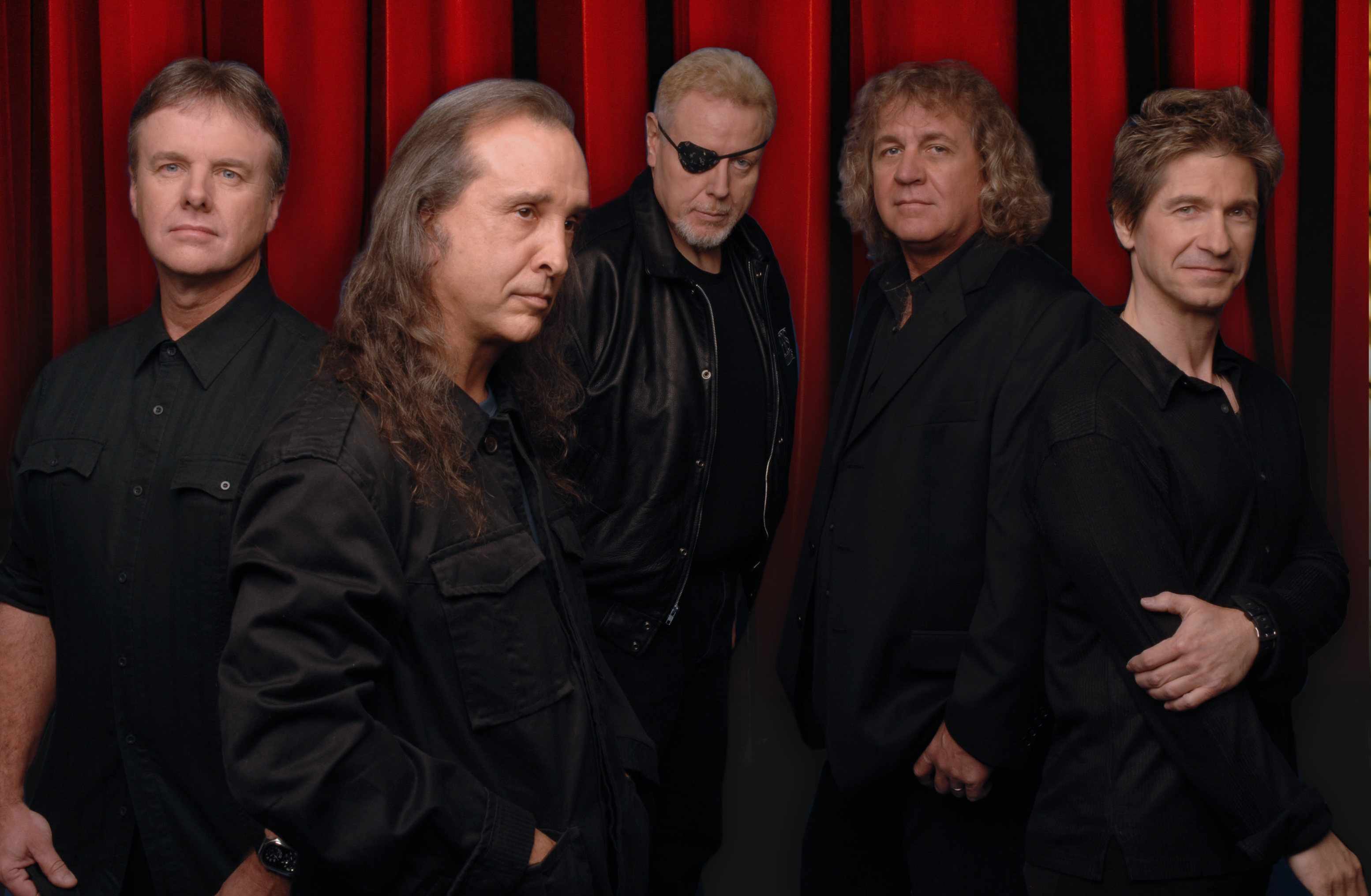
I Kansas nel 2008

In occasione del trentacinquesimo anniversario ufficiale del 2009 hanno pubblicato il DVD e CD There's Know Place Like Home, che ripropone i vecchi successi sotto una nuova veste, registrato live con la Washburn University Symphony Orchestra.
I primi anni 2000 vedono anche una parziale reunion del gruppo, con il ritorno di Steinhardt e di Livgren, e, occasionalmente, di Steve Morse, che suonerà con il gruppo in vari tour negli anni successivi. Il tour del 2006, inizialmente ritardato di alcune settimane a causa del secondo abbandono di Steinhardt a marzo, e del successivo ritorno di Ragsdale, fu un grande successo di pubblico, che rilanciò momentaneamente la band dopo alcuni anni di crisi. Nel 2008 il sito web dei Kansas annunciò che quattro dei cinque membri (Ehart, Ragsdale, Williams e Greer) avevano formato un gruppo spin-off chiamato Native Window, e hanno pubblicato il loro album di debutto omonimo nel giugno 2009.
Nel febbraio del 2009, dopo un breve periodo di pausa, registrarono un concerto a Topeka con un'intera orchestra sinfonica, sotto la direzione di Larry Baird. Morse e Livgren apparvero come ospiti speciali in diverse canzoni. Nel luglio 2010 i Kansas ha completato un tour di 30 giorni chiamato "United We Rock", con band come Styx e Foreigner. I Kansas iniziarono un tour nel settembre 2010. In questo tour si sono esibiti con le orchestre sinfoniche di vari college statunitensi nel tentativo di raccogliere fondi per i programmi musicali delle singole scuole; Il successo di questo tour ha portato la band a farne un altro l'anno successivo, e a far acquisire alla band una notevole notorietà presso un pubblico più giovane.
Il 13 settembre 2012 vi fu un nuovo tour con una performance al Best Buy Theatre di New York. L'apertura per loro è stata la band King's X. Questo tour comprendeva molti successi degli album Leftoverture e Point of Know Return, oltre a materiale da una serie di altri loro album.

### La terza era

#### Album dal vivo e cambi di formazione (2014-oggi)
Nel 2014 il cantante Steve Walsh uscì dal gruppo, dando così inizio alla cosiddetta "terza era", (la prima era fu dal 1973 al 1981, la seconda dal 1982 al 2014); e nel 2016 il gruppo ha pubblicato il nuovo album di inediti The Prelude Implicit, che richiama le classiche sonorità hard-rock tipiche degli anni 1970, con una nuova lineup portata a sette elementi, tra i quali ne rimangono solo due originari, Phil Ehart e Rich Williams. Nel 2015 venne pubblicato un documentario sulla storia della band, intitolato Miracles Out of Nowhere. Nel 2018 la nuova formazione comprende il talentuoso chitarrista Zak Rizvi, e i nuovi tastieristi Ronnie Platt e Tom Brislin (già negli Yes; con questa formazione nel 2020 pubblicano un nuovo album in studio, intitolato The Absence of Presence.
Per promuovere l'album era previsto un tour europeo dell'autunno 2020, ma a seguito della pandemia di COVID-19, il tour è stato posticipato al 2022.
Nell'aprile del 2021 Zak Rizvi lascia la band.
Nel maggio del 2023 David Ragsdale annuncia la sua uscita dalla band per motivi personali, verrà rimpiazzato dal violinista Joe Deninzon.

## Influenze
Mentre il classic rock rimaneva un genere musicale molto diffuso, lo stile progressive dei Kansas si è in qualche modo diffuso ad altri artisti musicali.
Carry On Wayward Son è stata riproposta come cover da Dream Theater, Foo Fighters, Yngwie J. Malmsteen, The Oak Ridge Boys, Anthrax e Rachel.

## Nella cultura di massa
Nel corso dei decenni molti brani della band sono stati inclusi in prodotti televisivi e cinematografici, già a partire dagli anni settanta.

### Videogiochi
I videogiochi con i brani del gruppo sono: GTA V, Guitar Hero II, Karaoke Revolution Party, Guitar Hero V, Rock Band Unplugged, Grand Theft Auto V, EA Sports.

### Film
Varie volte, a partire dal 1977, le canzoni dei Kansas sono apparse nei Film, tra i quali: Gli Eroi, Promesse al buio, Un tipo imprevedibile, Anchorman: la leggenda di Ron Burgundy, Broncos Gentiluomo, Lei è troppo per me, Il signore dello zoo, Final Destination V, Le regine del crimine, Fear Street Parte 2:1978, The Suicide Squad - Missione suicida, Alvin Rock'n'Roll, Old School.

### Serie televisive
A partire dagli anni novanta, in molte serie televisive sono presenti i brani del gruppo; ciò contribuì a dare loro ulteriore popolarità; esse sono: Freaks and Geeks, King of the Hill, Desperate Housewives, My Name is Earl, Rubicon, Supernatural, The Office, South Park.

## Premi e riconoscimenti
Nel corso della carriera la band ha ottenuto negli Stati Uniti nove dischi d'oro, tre album multiplatino (Leftoverture 6x, Point of Know Return 4x, The Best of Kansas 4x), e i dischi di platino (Monolith), e (Two for the Show); per quanto riguarda i singoli, il brano Dust in the Wind fu tre volte disco di platino, mentre nel 1995 sono stati introdotti nella Rock Walk Hall of Fame del Kansas.

## Stile musicale
Citati come punto di riferimento da svariate band arena rock degli anni '80, hanno a loro volta subito influenze di molti altri generi musicali, tra cui il Southern rock e il rock sinfonico, già dai primi anni di attività seppero mescolare il rock progressivo con generi come il blues rock e l'hard rock, e vennero definiti come AOR, espressione che utilizzata successivamente per molte altre band.
Lo stile musicale dei Kansas può essere in parte accostato ad alcune band della scena rock progressivo presenti in Gran Bretagna in quegli anni (anche a causa della presenza dell'organo e dei sintetizzatori), unito ad alcune caratteristiche tipiche del primo hard rock (doppia chitarra); l'uso costante del violino, caratteristica della prima parte della discografia, rende il sound del gruppo unico ed inconfondibile, già dall'album Masque si intravede un cambio di stile, con lunghe suite e virtuosismi dei singoli elementi sulla scia di band rock progressivo come Yes, Jethro Tull, King Crimson e Emerson, Lake & Palmer; oltre a questi gruppi la band viene anche spesso avvicinata a gruppi progressive del centro e nord America, quali Ambrosia, Shooting Star, Cast, Saga, Max Webster e Garolou.
La band statunitense sin dalle sue origini ha avuto forti influenze sugli artisti successivi alla loro epoca, incidendo su gruppi musicali come Journey, Foreigner, Toto e Huey Lewis and the News.
Nei primi anni di attività, soprattutto grazie all'album Song for America, il gruppo nasce sostanzialmente come band hard rock, riprendendo il sound caratteristico di band come Blue Cheer e ZZ Top.  A partire dagli anni 1980, con gli album Power e In the Spirit of Things, la band si sposta verso un suono definito pop metal, dovuto anche ai numerosi cambiamenti di formazione. A partire dagli anni '90 la band assume sonorità prima neoprogressive e successivamente progressive metal, con Freaks of Nature, in conformità con lo stile di quegli anni, iniziando così una nuova fase della propria carriera, anche grazie ai vari cambi di formazione e ai ritorni dei membri precedenti; all'inizio degli anni 2000, con l'album Somewhere to Elsewhere,  vi è un nuovo cambio di sonorità, maggiormente orientato al pop rock.

## La Rock and Roll Hall of Fame e il mancato riconoscimento
I Kansas fanno parte di quei conosciuti gruppi rock, affermatisi tra la seconda metà degli anni settanta e gli anni ottanta, che, nonostante i successi riscossi da pubblico e critica, non hanno mai ottenuto il massimo riconoscimento nell'ambito, l'inserimento nella Rock and Roll Hall of Fame, insieme ad altre band come Scorpions, Triumph, Iron Maiden, Judas Priest (poi inseriti nel 2022), Poison e Europe.

## Collaborazioni e progetti collaterali
- Steve Walsh:  il membro più popolare della formazione originale della band, grande virtuoso della tastiera, Nella metà degli anni ottanta fu inoltre il fondatore della band hard rock Streets.[68] e pubblicò inoltre una serie di album solisti, il più importante dei quali è Glossolalia.
- Rich Williams: cofondatore della band, è comunque il principale arrangiatore, presente in tutta la discografia[69]; tra le sue numerose collaborazioni si annovera quella con Mike Patton, nell'album Quero Saber.[70]
- Steve Morse: è probabilmente il componente più famoso, avendo militato in vari gruppi musicali popolari, il suo ingresso nella band fu determinante nel riportarli al successo, e lo rese tra i chitarristi più noti della sua generazione. È stato inoltre fondatore dei supergruppi musicali Living Loud, nel 2004, e Flying Colors, nel 2010.[71]
- Billy Greer: è il bassista della band, ma ricopre anche eccezionalmente il ruolo di cantante e di chitarrista.[72]. Nel 2001 è, insieme a Terry Brock, il fondatore del supergruppo progressive metal Seventh Key, da considerarsi come progetto parallelo alla band.
- Greg Robert: dopo aver lasciato la band nel 1997, ha iniziato una collaborazione con Zachary Richard, con il quale aveva già suonato negli anni precedenti.
- Zak Rizvi: chitarrista pakistano ma che vive sin da giovanissimo negli Stati Uniti, con il suo ingresso nella band nel 2016, I Kansas sono tornati, dopo un lungo periodo di pausa, ad incidere nuovi album. Con il gruppo incide due dischi, dopodiché, nel 2021 abbandonerà, per dedicarsi ad altri progetti.[73]

## Curiosità
- Il chitarrista Livgren, ateo convinto sin dalla giovinezza, intorno al 1980 si convertì in maniera improvvisa al cristianesimo, modificando radicalmente i temi dei testi composti fino a quel momento. Il fatto diede il via al fenomeno dei cosiddetti "convertiti del rock", musicisti divenuti devoti e rispettosi delle regole dettate dalla religione cristiana. Tra questi vi furono anche Dave Hope e John Elefante degli stessi Kansas.[74]
- Nel 2008 gli Universal Studios subirono un enorme incendio; nella parte del complesso più lesionata c'erano molte demo e vecchie incisioni dei Kansas, che andarono completamente perdute.[75][76]
- Il nome Kansas, oltre che a riferirsi allo stato di provenienza, è voluto essere anche un tributo ai nativi americani; il termine Kansas significa "gente del sud", e sta ad indicare tutte quelle tribù che abitavano il sud est americano fino all'arrivo dei colonizzatori inglesi, tra cui gli Apache, Cheyenne, Comanche, Kiowa.
- La canzone Portrait, He Knew ebbe nel corso degli anni numerose interpretazioni; in un primo momento si pensò ad un capo tribù, in seguito a Martin Luther King; in un'intervista del 1995, fu lo stesso Livgren a dichiarare che si trattava di un riferimento ad Albert Einstein, genio della fisica incompreso nei primi anni di vita.

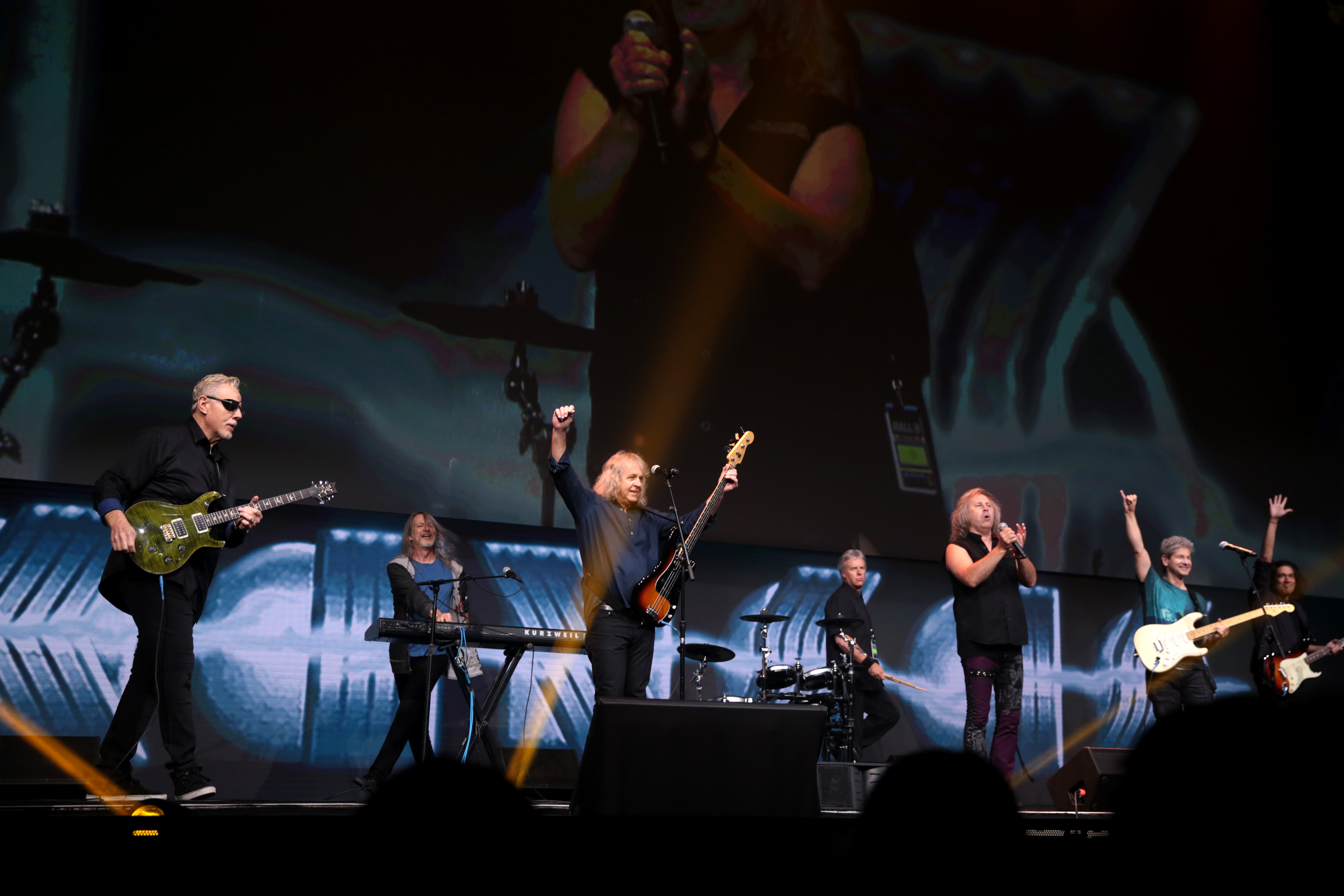
I Kansas in un concerto nel 2017 a San Diego, durante il Supernatural Festival

## Formazione

### Formazione attuale
- Ronnie Platt - voce, tastiera, organo (2014-presente)
- Rich Williams - chitarra (1973-presente)
- Billy Greer - basso (1985-presente), voce (2006-presente)
- Tom Brislin - tastiera, pianoforte (2018-presente)
- Phil Ehart - batteria (1973-presente)

### Ex membri principali
- Steve Walsh - voce, tastiera, percussioni, chitarra acustica (1973-1982, 1985-2014)
- Kerry Livgren - chitarra, tastiera (1973-1984, 1990-1991, 1999-2000)
- Dave Hope - basso (1973-1984, 1990, 1999-2000)
- Robby Steinhardt - violino, voce (1973-1982, 1997-2006; morto nel 2021)
- Greg Robert - tastiera (1987-1997)
- David Ragsdale - violino, chitarra (1991-1997, 2006-presente)
- Warren Ham - tastiera, flauto, chitarra (1982-1984)
- Steve Morse - chitarra (1985-1991)
- Zak Rizvi - chitarra (2016-2021)

## Discografia

### Album in studio
- 1974 - Kansas
- 1975 - Song for America
- 1975 - Masque
- 1976 - Leftoverture
- 1977 - Point of Know Return
- 1979 - Monolith
- 1980 - Audio-Visions
- 1982 - Vinyl Confessions
- 1983 - Drastic Measures
- 1986 - Power
- 1988 - In the Spirit of Things
- 1995 - Freaks of Nature
- 1998 - Always Never the Same
- 2000 - Somewhere to Elsewhere
- 2016 - The Prelude Implicit
- 2020 - The Absence of Presence

## Attività live
Sin dagli esordi i Kansas hanno dedicato all'attività concertistica un notevole spazio, perlopiù in Canada e negli Stati Uniti (ma anche in Italia, Francia, Germania, Giappone, Messico, Cile e altre nazioni). Complessivamente il gruppo ha eseguito, sino al 2010, oltre 1800 live. gli show con il pubblico più numeroso di sempre per i Kansas furono probabilmente quelli eseguiti in Cile e in Argentina nei primi anni 2000. Nella prima parte della loro carriera, fino al 1979, i Kansas hanno eseguito molti concerti come gruppo spalla, per gruppi come Mott the Hoople, Blue Öyster Cult, Queen, Bad Company, oltre a eseguire dei "mini tour" di promozione. Solo occasionali sono state le partecipazioni del gruppo a festival musicali, tra cui vengono ricordati il Festival Vinha de Mar e il Canada Jam.

## Tour
- Kansas Tour (1974-1975)
- Masque Tour (1975-1976)
- Kansas Play Leftoverture (1976-1977)
- Point of Know Retour (1977-1978)
- Sounds of Monolith Tour (1978-1979)
- First Audiovisions (1979)
- Kansas Play Audiovisions Tour (1980-1981)
- Feels of Innocence Tour (1981)
- Vinyl Confessions Tour (1982-1983)
- Drastic Measures Tour (1983-1984)
- Power Kansas Little Tour (1986-1987)
- In the Spirit of Things Tour (1987-1989)
- Carry On Tour (1991-1992)
- All I Wanted Tour (1994-1995)
- Freaks of Nature Tour (1995-1996)
- Always Never the Same Tour (1998-1999)
- Somewhere To Elsewhere Tour (2000-2001)
- Device and Drums Tour (2002-2003)
- Works in Progress Tour (2005)
- Magnum Opus Tour (2006-2007)
- The Very Best of Kansas History Tour (2008)
- Kansas 40 Tour (2013-2014)
- The Best of Kansas Tour (2014)
- The Best of Kansas Tour Two (2015)
- The Absence Tour (2021-2022)[78]